# Cucullia hoenei
Cucullia hoenei là một loài bướm đêm trong họ Noctuidae.